# Jablonkay Éva
Jablonkay Éva (Mezőkövesd, 1939. december 1.– 2010. július 12. Mezőkövesd) Liszt Ferenc-díjas (1977) magyar opera-énekesnő (alt).

## Életpályája
1962-1964 között a Zeneművészeti Főiskola énektanárképzőjében tanult. 1964-1967 között ugyanitt elvégezte az opera szakot is. Tanárai Lendvai Andor és Réti József voltak. 1968-tól az Operaház magánénekese volt.
Drámai és karakterszerepeiben is jelentős sikereket ért el.

## Színházi szerepei
- Farkas Ferenc: Anyósgenerális... Második lány
- Szokolay Sándor: Hamlet... Gertrud
- Wagner: A Rajna kincse... Erda
- Petrovics Emil: Bűn és bűnhődés... Cseléd
- Verdi: A trubadúr... Azucena
- Wagner: A Walkűr... Schwertleite
- Handel: Rodelinda... Hadwig
- Mascagni: Parasztbecsület... Lucia
- Strauss: A cigánybáró... Czipra; Mirabella
- Wagner: Siegfried... Erda
- Muszorgszkij: Borisz Godunov... Xénia dajkája
- Csajkovszkij: Anyegin... Filipjevna
- Muszorgszkij-Rimszkij-Korszakov: Hovanscsina... Márfa
- Saint-Saens: Sámson és Delila... Delila
- Wagner: Az istenek alkonya... Első Norna
- Kodály Zoltán: Székelyfonó... A háziasszony
- Szokolay Sándor: Sámson... Vénasszony
- Verdi: Az álarcosbál... Ulrika
- Janacek: Jenufa... Az öreg Buryjáné
- Britten: Koldusopera... Mrs. Peachum
- Prokofjev: A három narancs szerelmese... Clarissa
- Monteverdi: Odüsszeusz hazatérése... Eurükleia
- Strauss: Elektra... Klytemnestra
- Verdi: Falstaff... Mrs. Quickly
- Giordano: André Chénier... Madelon
- Wagner: A bolygó hollandi... Marya
- Mozart: A varázsfuvola... Harmadik hölgy
- Puccini: Angelica nővér... A hercegnő
- Offenbach: Hoffmann meséi... Antónia anyjának hangja
- Prokofjev: Eljegyzés a kolostorban... Luisa duenája
- Bozay Attila: Csongor és Tünde... Mirigy
- Britten: Albert Herring... Florence Pike

## Filmjei
- Angelica nővér (1985, tv-film)
- Hol volt, hol nem volt... (1987)